# Bonds of Love
Bonds of Love è un film muto del 1919 diretto da Reginald Barker.
Il soggetto, con qualche variante, è tratto dal lavoro teatrale His House in Order di Arthur Wing Pinero. La pièce, che a Broadway era andata in scena all'Empire Theatre il 3 settembre 1906, prodotta da Charles Frohman e interpretata da John Drew e da Margaret Illington, ebbe altre due versioni cinematografiche, ambedue con lo stesso titolo: His House in Order del 1920 e His House in Order del 1928.

## Trama

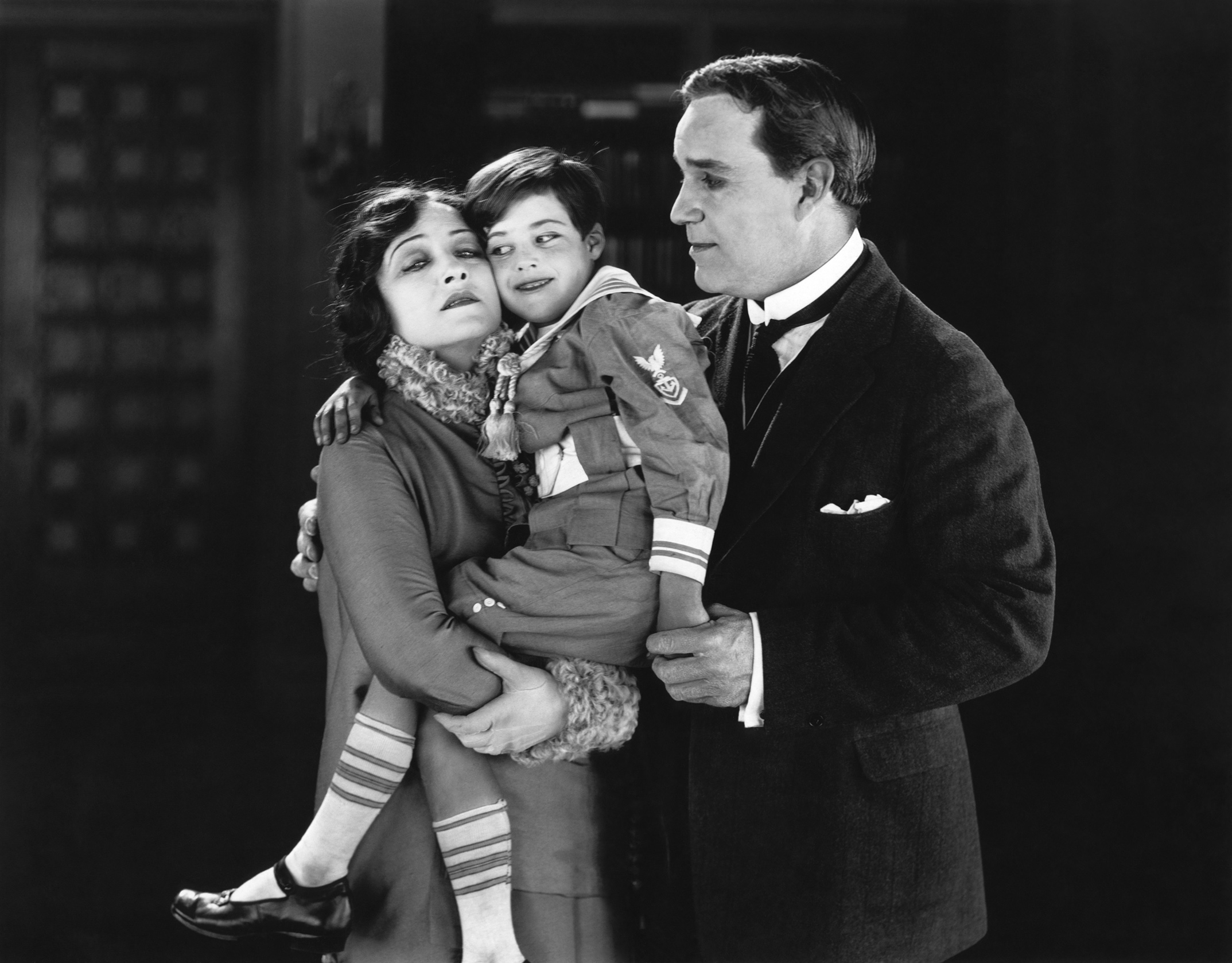
Pauline Frederick, il piccolo Frankie Lee e Percy Standing

Daniel Cabot venera la memoria della moglie morta e si tiene in casa Lucy e Harry Beekman, fratelli della defunta. Quando suo figlio, il piccolo Jimmy, viene salvato dall'annegamento da Una Sayre, la governante, Daniel comincia ad affezionarsi alla donna, provocando l'ostilità dei parenti. Una scopre una lettera scritta da un uomo alla morta. Si reca quindi da lui per farsi restituire tutto il carteggio. Ma quella visita offre l'occasione ai fratelli Beekman di gettare il sospetto su Una, quello di essere una donna di facili costumi. Daniel scopre, invece, la vera ragione di quell'incontro che aveva come fine proprio quello di salvaguardare la reputazione di sua moglie. Il vedovo supera finalmente la sua devozione malriposta per una morta che non meritava tanto, si impegna nella sua relazione con Una e butta fuori di casa gli avidi parenti.

## Produzione
Il film fu prodotto dalla Goldwyn Pictures Corporation.

## Distribuzione
Distribuito dalla Goldwyn Distributing Company, uscì nelle sale cinematografiche statunitensi il 2 novembre 1919.
Attualmente, la pellicola viene considerata perduta.